# Anytime (小泉今日子のアルバム)
『anytime』（エニタイム）は、小泉今日子の16枚目のベスト・アルバム。1994年12月1日にビクターエンタテインメントから発売された。

## 概要
1990年から1994年までの発売楽曲から選ばれたベスト・アルバムで、収録曲の殆んどが小泉による作詞。

## 収録曲
全作詞:小泉今日子（特記以外）
1. My Sweet Home
  - 作曲・編曲:小林武史
2. La La La…
  - 作曲・編曲:藤原ヒロシ・屋敷豪太
3. 優しい雨
  - 作曲:鈴木祥子／編曲:白井良明
4. ドライブ
  - 作曲・編曲:藤原ヒロシ・屋敷豪太
5. SEXY HEAVEN
  - 作詞:吉田美奈子／作曲:田島貴男／編曲:田島貴男・吉田美奈子
6. あなたに会えてよかった
  - 作曲・編曲:小林武史
7. 永遠の友達
  - 作曲:大沢誉志幸／編曲:大村雅朗
8. 月ひとしずく
  - 作詞:井上陽水・奥田民生・小泉今日子
  - 作曲:井上陽水・奥田民生／編曲:白井良明
9. ラブバラ (LOVE-BALLAD)
  - 作詞:浜崎貴司／作曲・編曲:藤原ヒロシ
10. あなたがいた季節
  - 作曲:鈴木祥子／編曲:白井良明
11. 自分を見つめて
  - 作曲:EBBY／編曲:EBBY・小滝みつる
12. Heaven
  - 作曲・編曲:藤原ヒロシ・屋敷豪太
13. おやすみ…
  - 作曲・編曲:EBBY